# 王近愚
王近愚，字克明，號龍池，河南衛輝府获嘉县軍籍，明朝政治人物。同进士出身。

## 生平
三月十六日生。萬曆十三年（1585年）乙酉科河南乡试第十七名举人，二十三年（1595年）乙未科會試第二百三十五名，廷試三甲第二百十五名进士，大理寺觀政，二十四年十月官山西静乐县知县，卒于官。

## 家族
曾祖王生。祖王瓒，典寶。父王希龄，庠生。母田氏，生母张氏。永感下。兄永愚，歲贡生。娶张氏，子效温、效讓、效真。